# شتاوفنبرغ (هسن)
اشتاوفنبرغ (هسن) (بالألمانية: Staufenberg, Hesse) هي بلدة، مدينة و بلدة ألمانية تقع في ألمانيا في غيسن. يقدر عدد سكانها بـ 8,307 نسمة .